# Cystopteris dimidiata
Cystopteris dimidiata là một loài dương xỉ trong họ Cystopteridaceae. Loài này được Decne. mô tả khoa học đầu tiên năm 1844.
Danh pháp khoa học của loài này chưa được làm sáng tỏ. 